# Bahnhof Dortmund-Mengede

Der Bahnhof Dortmund-Mengede ist der Bahnhof des Stadtteils Mengede in Dortmund. Er befindet sich an der Hauptstrecke der ehemaligen Köln-Mindener Eisenbahn, der heutigen Bahnstrecke Duisburg–Dortmund.

## Anlage
Der Mengeder Bahnhof besteht aus einem Bereich für den Personennahverkehr und einem weiteren nordwestlich gelegenen Bereich für den Rangier- und Güterverkehr.
Im Personennahverkehr stehen vier Gleise zur Verfügung. Die Gleise 1 und 2 (Bahnsteiglänge 220 Meter, Höhe 76 Zentimeter) an der Strecke nach Dortmund Hbf werden von der Regional-Expresslinie RE3 („Rhein-Emscher-Express“) und seit Dezember 2019 auch der RB 32 bedient, die Gleise 4 und 5 (Bahnsteiglänge 120 Meter, Höhe 96 Zentimeter) an der Strecke nach Dortmund-Dorstfeld befährt die S-Bahn-Linie 2. Die Bahnsteige sind durch einen Fußgängertunnel miteinander verbunden. Der Gehwegtunnel ist noch nicht mit Fahrstühlen versehen, so dass der Zugang nicht barrierefrei ist. Allerdings verfügt der Bahnhof über Rampen zu den Bahnsteigen und den Ausgängen.
Am Bahnhof gibt es 136 Park-and-Ride-Stellplätze für PKWs sowie 16 Fahrradboxen im Bike-and-Ride-Konzept. Eine Erweiterung der Kapazität dieser Stellplätze ist geplant. Es besteht Umsteigemöglichkeit zu den Buslinien 289, SB24 und NE14 der Vestischen und den Linien 470, 472E, 473, 474, 475, 476 und 482 der DSW21. Die Bahnsteigüberdachung an Gleis 1 und 2 ist als Baudenkmal in die Denkmalliste der Stadt Dortmund eingetragen.
Der VRR sowie die Deutsche Bahn führten 2019 die Verlängerung der Bahnsteiggleise 1 und 2 (Regionalverkehr) von 160 auf 220 Meter (RRX-Standard) und die Erneuerung der vorhandenen Abschnitte und des Wartehäuschens aus. Dieser Umbau geschah im Rahmen des RRX-Projektes. Um eine Barrierefreiheit herzustellen, wurde der Bahnsteig nach Osten (Ausgang) verlängert, die Rampe fiel dadurch weg und wurde durch einen Aufzug sowie eine Treppenanlage ersetzt. Das unter Denkmalschutz stehende Bahnsteigdach wird in Zukunft den neu geschaffenen Teil des Bahnsteigs überdachen. Vorher bestanden Überlegungen, den Bahnsteig noch länger werden zu lassen, um die Kapazität in Stoßzeiten zu erweitern, was jedoch in den Plänen bezüglich des RRX nicht berücksichtigt wurde.
Im Güter- und Rangierbahnhof wurde hauptsächlich Kohle zur Feuerung des nahen Kraftwerks Gustav Knepper umgeschlagen. Früher wurde hier auch die Kohle der Zeche Adolf von Hansemann transportiert.

## Verkehr

### SPNV-Linien
| Linie | Linienverlauf | Takt                         | Betreiber |
| ----- | --- | ---------------------------- | --------- |
| RE 3  | Rhein-Emscher-Express: Düsseldorf Hbf – Düsseldorf Flughafen – Duisburg Hbf – Oberhausen Hbf – Essen-Altenessen – Gelsenkirchen Hbf – Wanne-Eickel Hbf – Herne – Castrop-Rauxel Hbf – Dortmund-Mengede – Dortmund Hbf – Dortmund-Scharnhorst – Dortmund-Kurl – Kamen-Methler – Kamen – Bönen-Nordbögge – Hamm (Westf) Hbf Stand: Fahrplanwechsel Dezember 2023 | 60 min                       | eurobahn  |
| RB 32 | Rhein-Emscher-Bahn: Duisburg Hbf – Oberhausen Hbf – Essen-Dellwig – Essen-Bergeborbeck – Essen-Altenessen – Essen Zollverein Nord – Gelsenkirchen Hbf – Wanne-Eickel Hbf – Herne – Castrop-Rauxel Hbf – Dortmund-Mengede – Dortmund Hbf Stand: Fahrplanwechsel Dezember 2021                                                                                   | 60 min                       | DB Regio  |
| S 2   | Hauptlinienweg: Dortmund Hbf – DO-Dorstfeld – DO-Wischlingen – DO-Huckarde – DO-Westerfilde – DO-Nette/Oestrich – DO-Mengede – Castrop-Rauxel Hbf – Herne – Linienast 1: Wanne-Eickel Hbf –Gelsenkirchen Hbf – GE-Rotthausen – E-Kray Nord – Essen Hbf Linienast 2: Recklinghausen Süd – Recklinghausen Hbf Stand: Fahrplanwechsel Dezember 2023               | 30 min 60 min (je Linienast) | DB Regio  |

Zum Fahrplanwechsel im Dezember 2019 wurde der S2-Linienast nach Duisburg durch die RB32 ersetzt.

### Buslinien
Zum Fahrplanwechsel am 18. August 2021 wurde die neue Buslinie 415 eingeführt und damit die Buslinie 473 größtenteils ersetzt. Die Buslinie 473 fährt nicht mehr in Mengede, sondern nur noch zwischen Dortmund-Schwieringhausen und Dortmund-Brechten.
| Linie | Linienweg | Takt Mo.–Fr./Sa./So.                             | Verkehrs- unternehmen |
| ----- | --- | ------------------------------------------------ | --------------------- |
| SB24  | Recklinghausen Hbf – Campus Blumenthal – Oer-Mitte – Oer-Erkenschwick Berliner Platz – Rapen – Im Winkel – Hachhausen – Datteln Bus Bf – Holthausen – Waltrop Rathaus – Am Moselbach – Dortmund-Mengede Bf | 30 min                                           | Vestische             |
| 289   | Am Moselbach – Waltrop Rathaus – Klöcknersiedlung – Egelmeer – Mengede Markt – Dortmund-Mengede Bf | 60 min                                           | Vestische             |
| X13   | Datteln Busbf – Waltrop Rathaus – Dortmund-Mengede Bf – Huckarde Bushof – Universität – Otto-Hahn-Straße (Technologiepark) | 30/60 min                                        | Vestische             |
| 415   | Dortmund-Mengede Bf – Gut Altmengede – Ellinghausen GVZ/IKEA – Lindenhorst – Zeche Minister Stein – Eving Markt – Holtkottenweg – Schulte Rödding | 30/60/– (sa bis Zeche Minister Stein )           | DSW21                 |
| 470   | Dortmund-Mengede Bf – Westerfilde – Kirchlinde Zentrum – Lütgendortmund – Kley – Kley, Echeloh-Siedlung – Oespel | 20/30/30 min                                     | DSW21                 |
| 474   | Eving, Bayrische Straße – (←Am Burholzwald, Nordfriedhof) – (→ Eving Markt, Preußische Straße) – Zeche Minister Stein – Freischöffenweg – Westhang – Schwieringhausen – Lünen-Elsa-Brändström-Straße – Lünen-Brambauer Verkehrshof – Dortmund-Groppenbruch, Im Siesack – Mengede, Am Schlagbaum – Mengede Bf (Eving-Mengede Kleinbus-Einsatz; Brambauer-Mengede Großbus-Einsatz) | 60-30/60-30/60 min (so ab Zeche Minister Stein ) | DSW21                 |
| 475   | Dortmund-Mengede Bf – Ellinghausen GVZ/IKEA – IKEA Logistikzentrum – Deusen – Hafen – Hauptbahnhof | 30/30/30 min                                     | DSW21                 |
| 482   | Dortmund-Mengede Bf – Castrop-Rauxel Ickern Markt – Habinghorst Schulzentrum – Hauptbahnhof – Europaplatz – Castrop Betriebshof – Castrop Münsterplatz – Schwerin Seniorenheim | 20/30/60 min                                     | DSW21                 |
| NE13  | Dortmund Reinoldikirche – Hbf – Huckarde – Jungferntal Grundschule – Kirchlinde Zentrum – Westerfilde, Rohdesdiek – Nette, Zum Hallenbad – Mengede Markt – Mengede Bf – Mengede Markt – Nette, Zum Hallenbad – Westerfilde – Kirchlinde Zentrum – Rahm, Bannenberg – Huckarde, Roßbachstr. – Hbf – Reinoldikirche (Ringlinie)                                                    | 60 min                                           | DSW21                 |
| NE14  | Recklinghausen Hbf – Ostviertel – Groß-Erkenschwick – Oer-Erkenschwick Berliner Platz – Rapen – Im Winkel – Hachhausen – Datteln Bus Bf – Holthausen – Waltrop Rathaus – Dortmund-Mengede Bf NachtExpress: In den Nächten von Freitag auf Samstag, Samstag auf Sonntag und vor Feiertagen                                                                                        | 60 min                                           | Vestische             |

## Planungen

### Taktumstellung der S-Bahn Rhein-Ruhr ab 2019
Der S-Bahnsteig muss wegen des Einsatzes von Fahrzeugen des Typs Stadler Flirt 3 XL seit dem 15. Dezember 2019 auf 76 cm (bisher 96 cm) abgesenkt werden. Dies wird jedoch erst längerfristig vorgenommen werden können, nämlich im Rahmen einer Modernisierungsoffensive der DB. Vor dem Umbau der Bahnhofs-Nordseite war auch der Bau eines dritten Bahnsteiges im Süden des Gleisfelds im Gespräch. Dieser wäre für die Verstärkerfahrten der S2 (bis 2015 als S24 geplant) sinnvoll gewesen, da diese im Bahnhof Mengede enden. Des Weiteren wird der Einbau von Aufzügen erwogen. Diese sind jedoch nicht zwingend für einen barrierefreien Zugang notwendig, da die Zugänge bereits über Rampen verfügen.

| Linie      | Linienverlauf | Takt   | Betriebsbeginn |
| ---------- | --- | ------ | -------------- |
| RE 3 (RRX) | Dortmund Hbf – DO-Mengede – Castrop-Rauxel Hbf – Herne – Wanne-Eickel Hbf – Gelsenkirchen Hbf – E-Altenessen – Oberhausen Hbf – Duisburg Hbf – D-Flughafen – Düsseldorf Hbf                                                                             | 60 min | 2024/25        |
| RRX 3      | Hamm (Westf.) – Kamen – Dortmund Hbf – DO-Mengede – Castrop-Rauxel Hbf – Herne – Wanne-Eickel Hbf – Gelsenkirchen Hbf – E-Altenessen – Oberhausen Hbf – Duisburg Hbf – D-Flughafen – Düsseldorf Hbf – Neuss – Dormagen – Köln Hbf – Köln/Bonn Flughafen | 60 min | 2029/30        |